# Louis Morneau
Louis Morneau és un director de cinema i guionista estatunidenc, nascut a Hartford (Connecticut).

## Biografia
Morneau ha estat descrit com un "graduat de l'escola de Roger Corman".
Ha estat el director de diverses pel·lícules B i pel·lícules de culte, including what Dread Central calls ’the notoriously terrible’ El 1999, però, va dirigir Bats, una pel·lícula elogiada per Mark F. Berry en el seu llibre sobre pel·lícules de dinosaures, en què aquest autor considera que Bats és un bonic i incomprès homenatge al monstre dels anys cinquanta, explicant l'estil personal de Morneau per la seva antiga carrera com a editor de cinema.
Morneau també és conegut per Carnosaur 2 i Made Men, el 1998', la segona pel·lícula que va fer amb James Belushi al repartiment, després de Retroactive l'any anterior.
Morneau ha estat durant molt temps parella de l’actriu Catherine Cyran.

## Filmografia
- 1991 : To Die Standing[10]
- 1992 : Final Judgement[10]
- 1992 : Quake[10]
- 1995 : Soldier Boyz[11]
- 1995 : Carnosaur 2[4]
- 1997 : Retroactive
- 1998 : Mentiders
- 1999 : Ratpenats
- 2003 : Hitcher 2
- 2004 : Bet Your Life (Telefilm)[12]
- 2008 : Joy Ride 2: Dead Ahead[5]
- 2012 : Werewolf : The beast among us,[10][13] also as writer
- 2005: Slipstream[14]